# Jipsinghuizen
Jipsinghuizen (52° 59′ N, 7° 09′ L) é uma cidade dos Países Baixos, na província de Groninga. Jipsinghuizen pertence ao município de Westerwolde, e está situada a 28 km, a nordeste de Emmen.
A área de Jipsinghuizen, que também inclui as partes periféricas da cidade, bem como a zona rural circundante, tem uma população estimada em 140 habitantes.